# 322
322（三百二十二、さんびゃくにじゅうに）は自然数、また整数において、321の次で323の前の数である。

## 性質
- 322は合成数であり、約数は 1, 2, 7, 14, 23, 46, 161, 322 である。
  - 約数の和は576。
    - 約数の和が平方数になる17番目の数である。1つ前は310、次は343。
- 12番目のリュカ数である。1つ前は199、次は521。
- 35番目の楔数である。1つ前は318、次は345。
  - 楔数がハーシャッド数になる13番目の数である。1つ前は285、次は370。
- 90番目のハーシャッド数である。1つ前は320、次は324。
  - 7を基としたとき4番目のハーシャッド数である。1つ前は133、次は511。
- 各位の和が7になる24番目の数である。1つ前は313、次は331。
- 322 = 32 + 122 + 132 = 42 + 92 + 152
  - 3つの平方数の和2通りで表せる78番目の数である。1つ前は317、次は325。(オンライン整数列大辞典の数列 A025322)
  - 異なる3つの平方数の和2通りで表せる58番目の数である。1つ前は317、次は325。(オンライン整数列大辞典の数列 A025340)
- 4つの平方数の和17通りで表せる最小の数である。次は342。
  - 4つの平方数の和 n 通りで表せる最小の数である。1つ前の16通りは306、次の18通りは423。(オンライン整数列大辞典の数列 A025416)
- 322 = 23 + 43 + 53 + 53
  - 4つの正の数の立方数の和で表せる73番目の数である。1つ前は317、次は334。(オンライン整数列大辞典の数列 A003327)
- すべての桁が素数でできている37番目の数である。1つ前は277、次は323。(オンライン整数列大辞典の数列 A046034)

## その他 322 に関連すること
- 西暦322年
- プリンプトン322は古代バビロニアの粘土板。